# Dumnagual I di Alt Clut
Dumnagual I o Dumnagual Hen (in gallese: Dyfnwal Hen) (fl. VI secolo) regnò su Alt Clut (odierna Dumbarton Rock), attorno agli inizi del VI secolo.
Secondo le Harleian genealogies, era figlio di Cinuit, figlio di re Ceretic. È conosciuto per la sua numerosa prole, che comprendeva anche il futuro re Clinoch e Guipno, padre del futuro sovrano Neithon. Sarebbe quindi importante per le molte casate reali che da lui discendono. Sul suo conto non si sa altro.